# Lychnophorella
 Lychnophorella  Loeuille, Semir & Pirani, 2019 è un genere di piante angiosperme dicotiledoni della famiglia delle Asteraceae.

## Etimologia
Il nome scientifico del genere è stato definito per la prima volta dai botanici Benoit Loeuille (1979-), João Semir (1937-2018) e José Rubens Pirani (1958-) nella pubblicazione " Phytotaxa" ( Phytotaxa 398(1): 73) del 2019.

## Descrizione
Le specie di questa voce sono delle piante con cicli biologici perenni con habitus di tipo arbustivo (talvolta a forma di candelabro) o raramente piccolo-arboreo. I fusti sono densamente ramificati. L'indumento è tomentoso o subvelutinoso per tricomi rigonfi e stellati a 3 - 5 braccia, raramente a forma di T. Gli organi interni di queste piante contengono lattoni sesquiterpenici.
Le foglie lungo il caule sono disposte in modo alterno sessili o picciolate (meno spesso) con guaine a cuscinetto. La forma è intera generalmente ericoide a consistenza coriacea e superficie scolorita con apici acuti o mucronati. I margini generalmente sono interi, piatti o revoluti. Le venature sono pennate o disposte in modo sublongitudinale. In alcune specie la pagina fogliare adassiale è ricoperta di bolle e vesciche e quella abassiale è di tipo tomentoso.
Le infiorescenze, terminali, sono formate da capolini sia sessili che (raramente) peduncolati, singoli o raggruppati in un dicasio congestionato. I capolini sono composti da un involucro cilindrico (raramente a forma campanulata) formato da diverse brattee fortemente embricate su 5 - 6 serie che fanno da protezione al ricettacolo sul quale s'inseriscono i fiori tubulosi. Le brattee sono persistenti, glabre o pubescenti. Il ricettacolo normalmente è nudo (senza pagliette) oppure faveolato (raramente fimbriato).
I fiori, da 1 a 5 per capolino, sono tetra-ciclici (ossia sono presenti 4 verticilli: calice – corolla – androceo – gineceo) e pentameri (ogni verticillo ha in genere 5 elementi). I fiori sono inoltre ermafroditi e actinomorfi (raramente possono essere zigomorfi).
- Formula fiorale:

*/x K {\displaystyle \infty }, [C (5), A (5)], G 2 (infero), achenio
- Calice: i sepali del calice sono ridotti ad una coroncina di squame.
- Corolla: le corolle sono formate da un tubo terminante in 5 lobi; il colore è viola; la superficie è glabra.
- Androceo: gli stami sono 5 con filamenti liberi e distinti, mentre le antere sono saldate in un manicotto (o tubo) circondante lo stilo.[11] Le antere, sagittate e sprovviste di ghiandole, sono speronate; le appendici apicali in genere sono glabre e indurite. Il polline è tricolporato (con tre aperture sia di tipo a fessura che tipo isodiametrica o poro), echinato (con punte) e non "lophato".[12]
- Gineceo: lo stilo è filiforme e privo di nodi. Gli stigmi dello stilo sono due divergenti con la superficie stigmatica posizionata internamente (vicino alla base). La pubescenza è del tipo a spazzola con peli appuntiti.[13] L'ovario è infero uniloculare formato da 2 carpelli.

I frutti sono degli acheni con pappo. Gli acheni, a forma cilindrica o prismatica (raramente a spirale), hanno diverse coste con la superficie glabra, sericea o con ghiandole. All'interno si può trovare del tessuto di tipo idioblasto e rafidi di tipo subquadrato; raramente è presente il tessuto tipo fitomelanina. Il carpopodium (carpoforo) è poco appariscente. Il pappo, biseriato, persistente o caduco, è formato da setole rossastre diritte o contorte; la serie esterna è più corta di quella interna.

## Biologia
- Impollinazione: l'impollinazione avviene tramite insetti (impollinazione entomogama tramite farfalle diurne e notturne).
- Riproduzione: la fecondazione avviene fondamentalmente tramite l'impollinazione dei fiori (vedi sopra).
- Dispersione: i semi (gli acheni) cadendo a terra sono successivamente dispersi soprattutto da insetti tipo formiche (disseminazione mirmecoria). In questo tipo di piante avviene anche un altro tipo di dispersione: zoocoria. Infatti gli uncini delle brattee dell'involucro si agganciano ai peli degli animali di passaggio disperdendo così anche su lunghe distanze i semi della pianta.

## Distribuzione e habitat
La distribuzione delle piante di questa voce è relativa al Brasile.

## Tassonomia
La famiglia di appartenenza di questa voce (Asteraceae o Compositae, nomen conservandum) probabilmente originaria del Sud America, è la più numerosa del mondo vegetale, comprende oltre 23.000 specie distribuite su 1.535 generi, oppure 22.750 specie e 1.530 generi secondo altre fonti (una delle checklist più aggiornata elenca fino a 1.679 generi). La famiglia attualmente (2021) è divisa in 16 sottofamiglie.

### Filogenesi
Le specie di questo gruppo appartengono alla sottotribù Lychnophorinae descritta all'interno della tribù Vernonieae Cass. della sottofamiglia Vernonioideae Lindl.. Questa classificazione è stata ottenuta ultimamente con le analisi del DNA delle varie specie del gruppo. Da un punto di vista filogenetico in base alle ultime analisi sul DNA la tribù Vernonieae è risultata divisa in due grandi cladi: Muovo Mondo e Vecchio Mondo. I generi di Lychnophorinae appartengono al clade relativo all'America.
La sottotribù, e quindi i suoi generi, si distingue per i seguenti caratteri:
- le infiorescenze raramente sono spicate (a forma di spiga);
- i capolini in genere sono grandi;
- le corolle sono prive di ghiandole stipitate;
- il polline non è "lophato";
- negli acheni sono sempre presenti i rafidi di tipo subquadrato.

In precedenza la tribù Vernonieae, e quindi la sottotribù (Lychnophorinae) di questo genere, era descritta all'interno della sottofamiglia Cichorioideae. Nell'ambito della tribù, la sottotribù Lychnophorinae occupa, da un punto di vista filogenetico, una posizione vicina al "core" (si è evoluta tardivamente rispetto alle altre sottotribù) ed è vicina alle sottotribù Vernoninae e Chrestinae. Questo genere, nella filogenesi della sottotribù, si trova vicino al "core" della sottotribù, e insieme al gruppo di generi Piptolepis Sch. Bip., Eremanthus Less. e Lychnophora Mart., forma un "gruppo fratello". Le specie del genere di questa voce in passato erano descritte in prevalenza nel genere Lychnophora Mart..
I caratteri distintivi per le specie di questo genere ( Lychnophorella) sono:
- le brattee dell'involucro sono fortemente embricate e persistenti.

Il numero cromosomico delle specie di questo genere è: 2n = 34.

### Elenco delle specie
Questo genere ha 11 specie:
- Lychnophorella bishopii (H.Rob.) Loeuille, Semir & Pirani
- Lychnophorella blanchetii  (Sch.Bip.) Loeuille, Semir & Pirani
- Lychnophorella hindii  J.B.Cândido & Loeuille
- Lychnophorella jacobinensis  Loeuille, Semir & Pirani
- Lychnophorella leucodendron  (Mattf.) Loeuille, Semir & Pirani
- Lychnophorella morii  (H.Rob.) Loeuille, Semir & Pirani
- Lychnophorella regis  (H.Rob.) Loeuille, Semir & Pirani
- Lychnophorella santosii  (H.Rob.) Loeuille, Semir & Pirani
- Lychnophorella saxicola  J.B.Cândido & Loeuille
- Lychnophorella sericea  (D.J.N.Hind) Loeuille, Semir & Pirani
- Lychnophorella triflora  (Mattf.) Loeuille, Semir & Pirani